# Huit (aviron)
Pour les articles homonymes, voir Huit (homonymie).

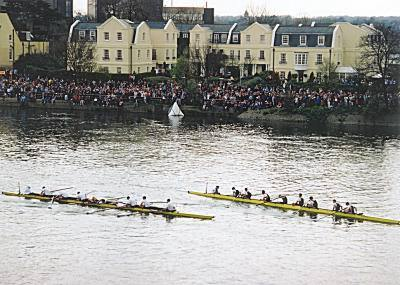
Arrivée de la course Oxford Cambridge en 2002.

En aviron, le huit est un bateau à huit rameurs et un barreur qui peut filer jusqu'à 23 km/h. C'est le bateau le plus prestigieux des courses d'aviron, d'où son appellation de « bateau-roi. »
Sous ce nom (huit barré, symbole 8+), chaque rameur dispose d'une seule rame ; il s'agit donc d'un armement « en pointe. ».
Les huit de couple existent ; son symbole est 8x+. Ils sont armés avec deux rames par rameur, mais ne sont pas utilisés en compétition de haut niveau.
En raison de leur longueur d'environ 18 m  qui dépasse le gabarit routier Il faut  les démonter en deux parties pour le transport. Le poids minimum imposé est de 90 kg.
C'est ce type de bateau qui est utilisé en particulier pour la course Oxford Cambridge.